# Provinces du Sud (Maroc)
Pour les articles homonymes, voir Province du Sud.

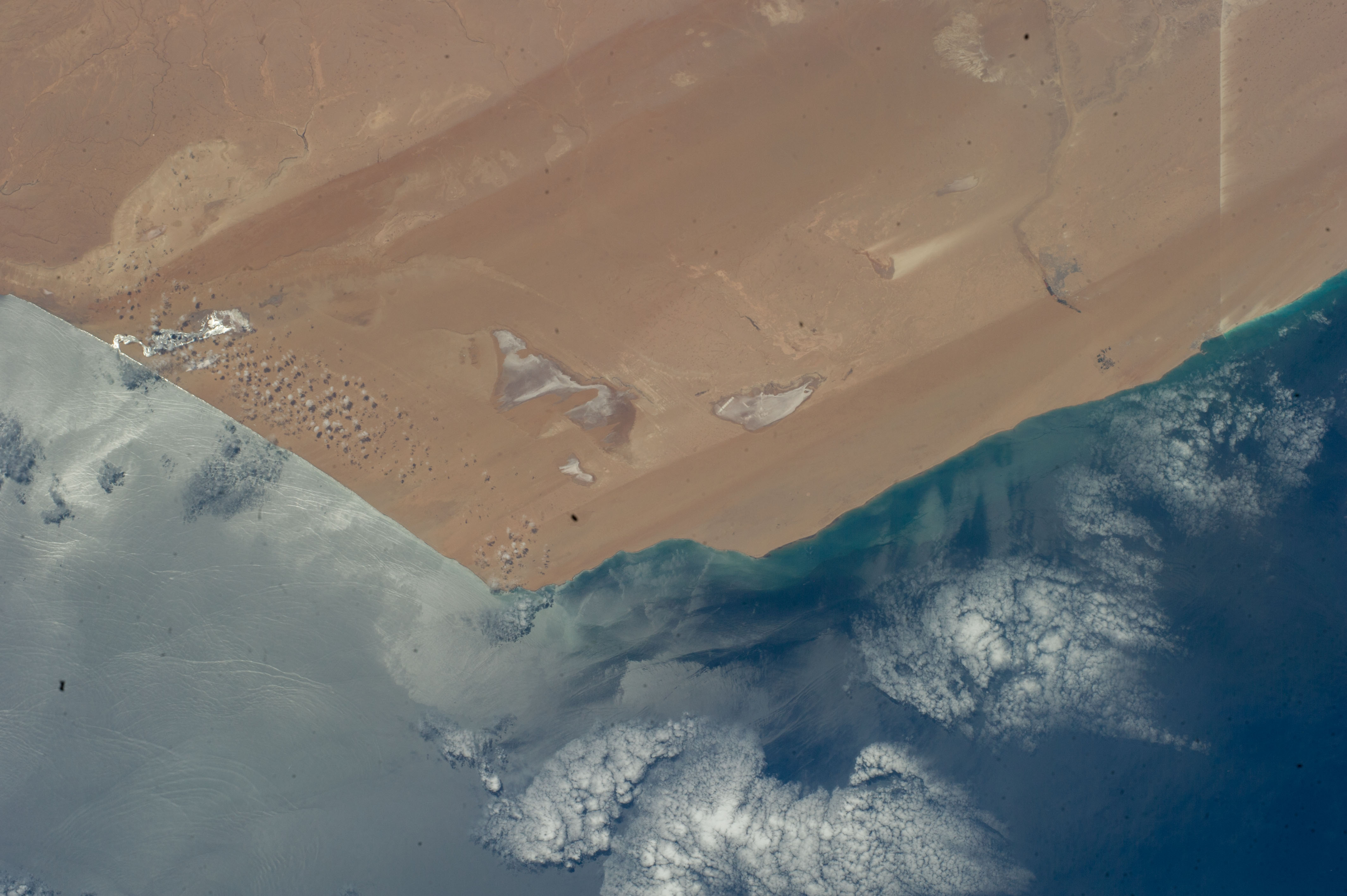
Le désert avec la ville de Tarfaya, chef-lieu d'une des provinces du Sud (province de Tarfaya), dans la région Laâyoune-Sakia El Hamra.

Dans le cadre de l'organisation territoriale du Maroc, les provinces du Sud, dites aussi dans le Royaume « Sahara marocain », « provinces sahariennes », « régions du Sud » ou « Sud marocain », correspondent aux subdivisions les plus méridionales du pays et englobent majoritairement le territoire du Sahara occidental.
L'établissement public chargé de leur promotion et de leur développement économique et social est l'« Agence du Sud ».

## Géographie et démographie
La superficie des provinces du Sud est de 335 389 km2.
À l'opposé, se trouvent les provinces du Nord et l'Oriental.
Bien que les provinces du Sud fassent un peu moins de la moitié des 710 850 km2 que compte l'ensemble du territoire du Maroc, en 2014, elles étaient seulement peuplées de 944 470 habitants, soit en proportion près d'un habitant sur trente-six à l'échelle du pays.
L'indicatif téléphonique est le +212.

## Administration et politique

### Dix provinces au sein de trois régions
Depuis 2015, à la suite du passage de 16 à 12 régions dans le cadre de la régionalisation avancée, les provinces du Sud, au nombre de dix, sont rattachées aux trois régions suivantes :
- Guelmim-Oued Noun : provinces de Guelmim, d'Assa-Zag, de Tan-Tan et de Sidi Ifni ;
- Laâyoune-Sakia El Hamra : provinces de Laâyoune, de Boujdour, de Tarfaya[6] et d'Es-Semara ;
- Dakhla-Oued Eddahab : provinces d'Oued Ed-Dahab et d'Aousserd.

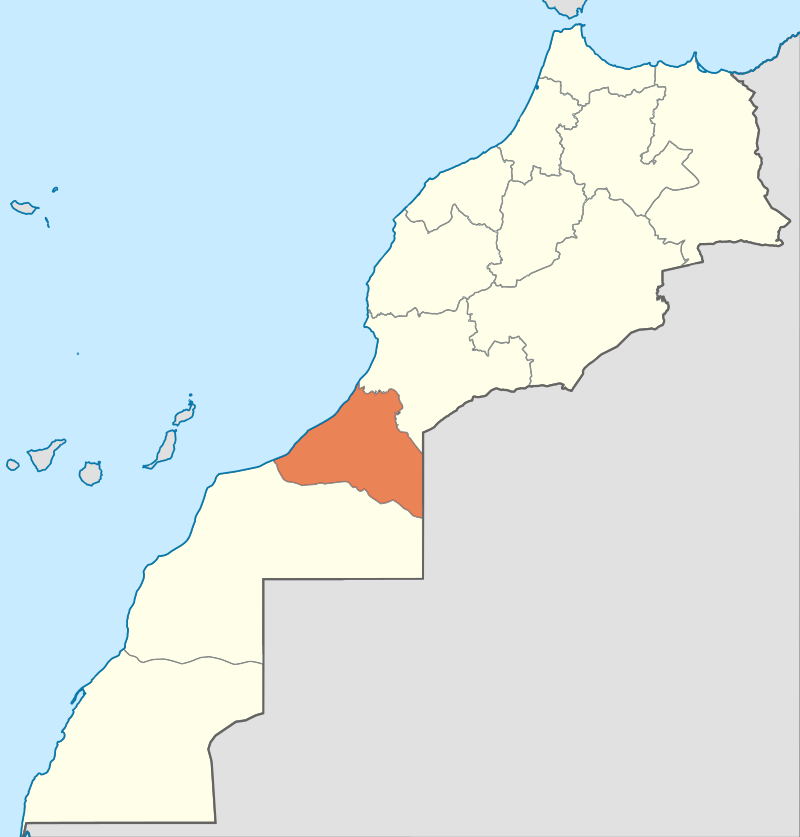
Guelmim-Oued Noun
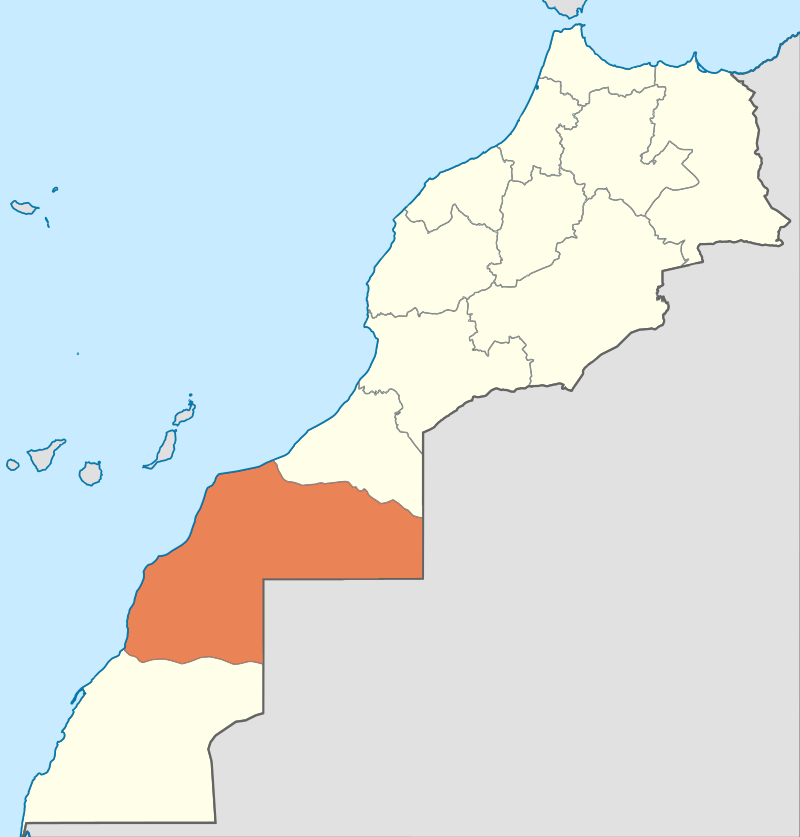
Laâyoune-Sakia El Hamra
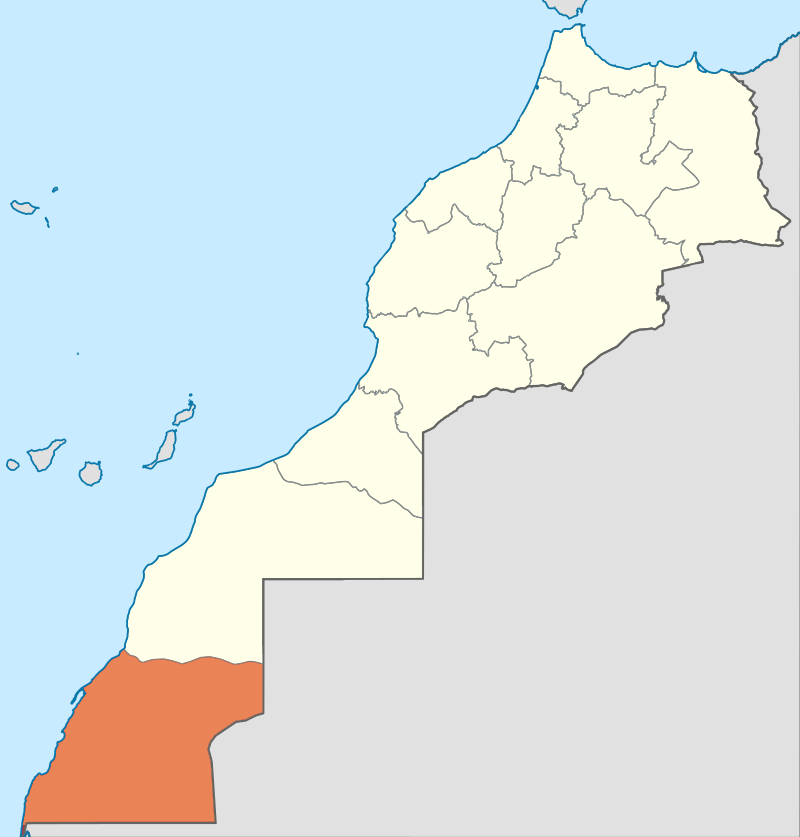
Dakhla-Oued Eddahab

Auparavant, elles étaient ainsi rattachées aux régions ci-après :
- Guelmim-Es Smara (no 3 sur la carte ci-contre) — provinces d'Assa-Zag, d'Es-Semara, de Guelmim, de Tan-Tan et de Tata : devenue Guelmim-Oued Noun en absorbant la province de Sidi Ifni et en perdant celles d'Es-Semara et de Tata ;
- Laayoune-Boujdour-Sakia El Hamra (no 2 sur la carte) — provinces de Boujdour, de Laâyoune et de Tarfaya : devenue Laâyoune-Sakia El Hamra en absorbant la province d'Es-Semara ;
- Oued Ed Dahab-Lagouira (no 1 sur la carte) — provinces d'Aousserd et d'Oued Ed Dahab : devenue Dakhla-Oued Eddahab.

Carte des anciennes régions administratives des provinces du Sud.

### L'Agence pour la promotion et le développement des provinces du Sud
Le 24 mars 2003 fut ratifiée la création de l’Agence pour la promotion et le développement des provinces du Sud (couramment appelée localement « Agence du Sud ») : un établissement public dépendant du chef du gouvernement. Elle constitue le pendant de l'Agence pour la promotion et le développement du Nord et de l'Agence de l'Oriental, qui œuvrent sur les provinces les plus au nord.
Sa mission est d’étudier et de proposer des stratégies de développement, de fédérer les efforts des différents départements ministériels et de rechercher les moyens de financement nécessaires à la conception et la réalisation de projets de développement économique et social.
Elle porte sur plusieurs secteurs d’activité économique : infrastructures, habitat et développement urbain, agriculture, élevage et pêche, tourisme et artisanat, etc.
En 2014, son siège, initialement à Rabat, a été transféré à Laâyoune.

### Un territoire en grande partie occupé
Le territoire du Sahara occidental — déclaré comme territoire non autonome par l'Organisation des Nations unies — est en conflit depuis 1975. Le Maroc occupe environ 80 % du territoire, et la partie restante est administrée par la rasd.

## Patrimoine naturel

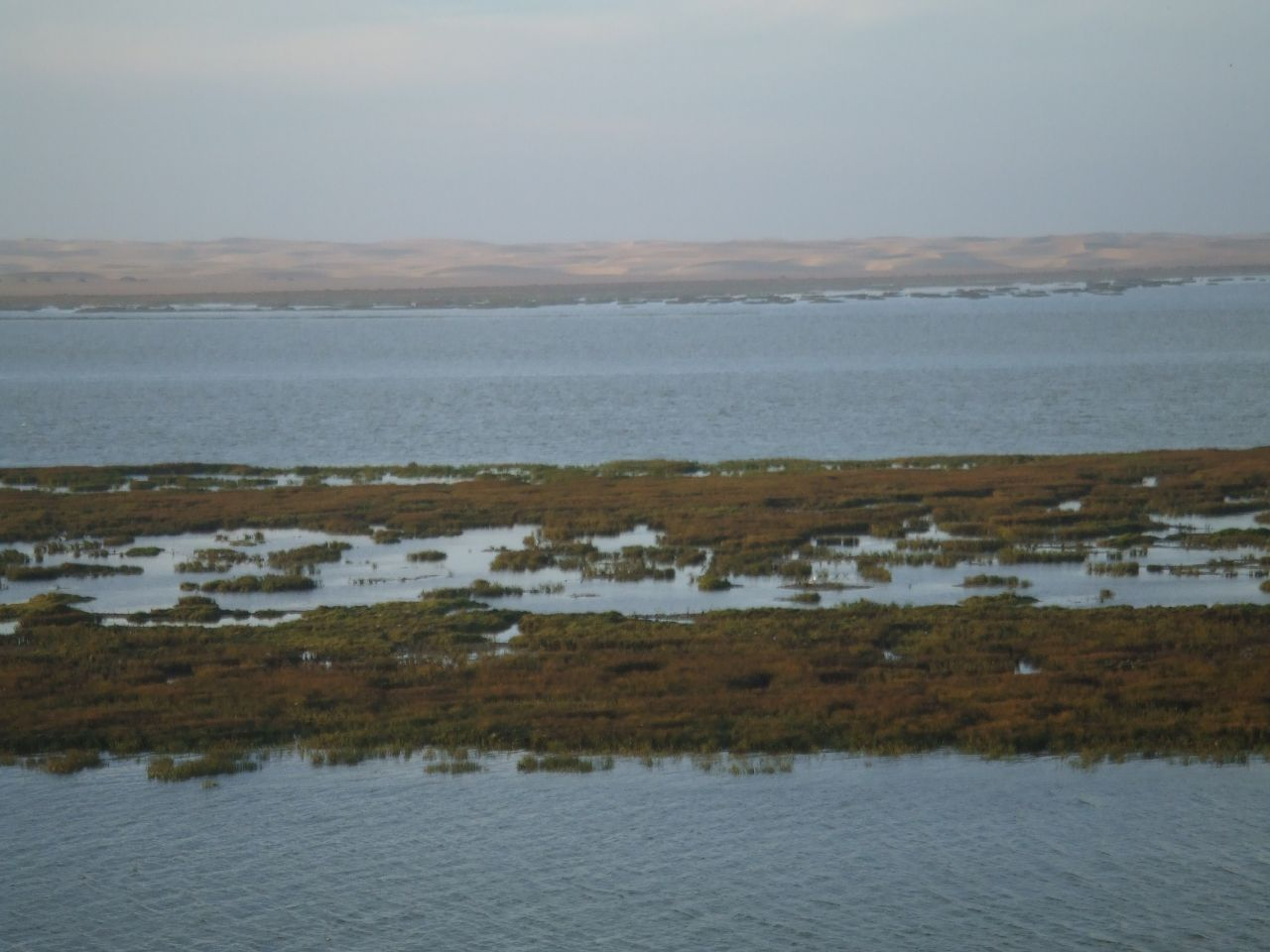
Vue du parc national de Khenifiss.

Deux parcs nationaux s'étendent dans les provinces du Sud :
- une partie du parc national d'Iriqui, proche de l'Algérie, qui se trouve dans la province de Tata[12] ;
- le parc national de Khenifiss, qui borde l'océan Atlantique plus au sud, entre Tan-Tan et Tarfaya, à 175 km au nord de Laâyoune.

## Droits humains

### Répression et liberté d'expression
Les manifestations demandant l'indépendance du Sahara occidental sont violemment réprimées et certains d'entre eux sont tués et des manifestants et responsables associatifs pour les droits humains sont parfois arrêtés,. Selon Amnesty international, en 2017, au Maroc et au Sahara occidental, « des journalistes et des manifestants appelant à la justice sociale et au respect des droits politiques ont été emprisonnés, souvent à l’issue de procès iniques ».
L'usage du hassanya est lui-même réprimé.
En 2019, alors que des Sahraouis célèbrent la victoire de l'équipe d'Algérie de football lors de la CAN 2019, ceux-ci sont violemment réprimés par les forces de sécurité, des cafés sont fermés et une jeune femme de 24 ans meurt fauchée par deux voitures de police.
En 2022, lors de la Coupe du monde de football 2022, le Sahara sous contrôle marocain est quadrillé par les forces de sécurité et selon les activistes et journaliste sahraouis, des Marocains emmenés pour fêter la victoire de l'équipe du Maroc, dont les joueurs ont scandé des chants en faveur de la marocanité du territoire. D'autres Sahraouis soutiennent le Maroc. Après l'élimination du Maroc face à l'équipe de France de football, des Saharouis sont sortis pour célébrer la défaite de l'équipe du Maroc, et une rixe a éclaté entre Marocains et Sahraouis. Selon des activistes et journalistes sahraouis, ds vidéos sur les réseaux sociaux ont appelé à attaquer le Front Polisario en cas de victoire du Maroc, ce qui a été interprété par les Sahraouis comme un appel à s'en prendre à eux. Par ailleurs, des drapeaux et portraits du roi du Maroc auraient été distribués lors de ces célébrations et des écrans géants installés.
En septembre 2023, les forces de sécurité dispersent des manifestants pacifiques rassemblés lors de la visite à Laâyoune de l'émissaire onusien Staffan de Mistura. Celles-ci ont agressé physiquement et verbalement les manifestants, leur donnant des coups, les trainant au sol et les menaçant. Quelques jours plus tard, à Dakhla, quatre militants sahraouis qui ont tenté de rencontrer l'émissaire, sont arrêtés par les forces de sécurité, les empêchant ainsi de rencontrer l'émissaire onusien.
Le 21 octobre 2023 à Laâyoune, les forces de sécurité ont empêché la tenue du premier congrès du Collectif des défenseurs sahraouis des droits de l’homme (CODESA) de tenir son premier congrès national. Les participants ont subi des violences physiques. Le siège de Laâyoune de l'Association sahraouie des victimes des violations graves des droits humains commises par l’État du Maroc (ASVDH), fermé en 2022 par les autorités marocaines, l'est toujours l'année suivante.

### Liberté de la presse
Pour Reporters sans frontières, le Sahara occidental est « coupé du monde, véritable trou noir de l’information, devenu une zone de non-droit pour les journalistes ». Le silence entourant le Sahara occidental est, selon RSF, « principalement lié à la persécution et à la répression constantes des journalistes sahraouis qui s’efforcent de faire leur métier en dehors des circuits officiels marocains, mais aussi à l’impossibilité pour les journalistes étrangers de travailler dans la région ». En effet, le Maroc refoule presque systématiquement la presse étrangère qui tente de se rendre au Sahara occidental et « punit très sévèrement les journalistes citoyens qui essaient de donner une version différente du discours officiel sur les réseaux sociaux ».